# Моральный нон-натурализм
Моральный нон-натурализм  — позиция в метаэтике, одна из разновидностей морального реализма, в соответствии с которой моральные свойства и факты существуют, и их невозможно редуцировать к каким-либо естественным свойствам и фактам или отождествить с ними. Моральный нон-натурализм рассматривает этику как фундаментально автономную от естественных наук дисциплину, которая призвана изучать реальность особого рода — нормативную реальность. В соответствии с данной теорией, существуют подлинные характеристики нашего мира, которые навсегда останутся вне компетенции естественных наук. Моральные факты относятся к таким характеристиками. Они привносят элемент нормативности, который не может быть изучен естественными науками. Известными представителями морального нон-натурализма являются Дж. Мур, Р. Шафер-Ландау, М. Хьюмер.

## Метафизика морального нон-натурализма
В соответствии с метафизической позицией нон-натурализма, моральные свойства и факты являются свойствами и фактами sui generis, то есть своего особого рода. Они сами не являются естественными, и их невозможно редуцировать к каким-либо другим, естественным свойствам и фактам. Такая особенность моральных свойств и фактов обусловлена их нередуцируемой нормативностью. Они говорят нам, что мы должны делать; как нам следует вести себя; к чему стоит стремиться.

## Эпистемология морального нон-натурализма
Эпистемологическая позиция морального нон-натурализма предполагает, что люди обладают особым, прямым доступом к моральной реальности. Это может быть обусловлено тем, что моральные истины являются самоочевидными и априорными. Как следствие, люди могут познавать их с помощью интуиции. В связи с этим моральный нон-натурализм часто принимает форму морального или этического интуитивизма. Известным представителем последнего является Майкл Хьюмер. По его мнению, на основе рациональной интуиции люди обосновано убеждены в истинности некоторых оценочных утверждений. Наше знание моральных истин не происходит всецело из чувственного восприятия, и не все моральные истины выводимы из неморальных.